# Trešnjevica
Trešnjevica es un pueblo ubicado en la municipalidad de Arilje, en el distrito de Zlatibor, Serbia.

## Superficie
Posee una superficie de 25,32 kilómetros cuadrados.

## Demografía
Hasta 2011 la población era de 826 habitantes, con una densidad de población de 32,62 habitantes por kilómetro cuadrado.